# Tyndall Air Force Base
Tyndall AFB is een vliegbasis van de United States Air Force en een plaats (census-designated place) in de Amerikaanse staat Florida, en valt bestuurlijk gezien onder Bay County. De basis ligt 19 km ten oosten van Panama City, Florida. De basis is vernoemd naar de piloot Frank Benjamin Tyndall uit de Eerste Wereldoorlog. De basis operationele eenheid en host wing is de 325th Fighter Wing (325 FW) van het Air Combat Command (ACC), de basis is het expertise- en trainingscentrum voor de Lockheed Martin F-22 Raptor maar daarnaast wordt ook gevlogen doorr een Squadron met de F-35 Lightning II. De basis biedt onderdak aan 2.902 leden in actieve dienst. In oktober 2018 veroorzaakte orkaan Michael aanzienlijke schade aan de basis.

## Demografie
Bij de volkstelling in 2000 werd het aantal inwoners vastgesteld op 2757.

## Geografie
Volgens het United States Census Bureau beslaat de plaats een oppervlakte van
37,9 km², waarvan 37,7 km² land en 0,2 km² water.

## Plaatsen in de nabije omgeving
De onderstaande figuur toont nabijgelegen plaatsen in een straal van 16 km rond Tyndall AFB.